# 島津忠將
島津忠將（1520年5月21日—1561年8月23日），是日本戰國時代的武將。島津氏家臣。相州家第4代當主。父親是相州家第3代（伊作家第10代）當主島津忠良。

## 生平
在永正17年（1520年）出生。因為哥哥貴久繼承島津宗家，於是繼承薩摩島津氏的分家相州家。長於武勇，輔助貴久並在各地轉戰。參與多場領內統一戰並立下武功。天文17年（1548年），成為防備大隅國肝付氏和日向國伊東氏的要衝清水城的城主。
永祿4年（1561年），肝付兼續趁廻城城主眼盲而奪去廻城。對此，受貴久之命，與貴久的長子義久一同前往攻擊。在竹原山布陣，不過為了救援突出的友軍町田久倍，受到兼續攻撃而戰死。享年41歲。之後，貴久親自率軍出陣並撃退兼續，奪回廻城。
供養塔建立在戰死地點。